# 2008-as motokrossz francia nagydíj
A francia nagydíj a 2008-as FIM motokrossz-világbajnokság 7. versenye volt. 2008. június 14. és július 15. között rendezték meg Saint Jean d'Angely-ben.  Az MX1-es kategóriában a francia Sebastien Pourcel, az MX2-esek között az angol Tommy Searle tudott diadalmaskodni. Egyetlen magyar MX1-es versenyzőnk Németh Kornél a 15. lett.

## Futam

### MX1
| Helyezés | #   | Versenyző          | Motor    | 1. futam | 2. futam | Össz |
| -------- | --- | ------------------ | -------- | -------- | -------- | ---- |
| 1        | 90  | Sébastien Pourcel  | Kawasaki | 25       | 25       | 50   |
| 2        | 6   | Joshua Coppins     | Yamaha   | 22       | 22       | 44   |
| 3        | 7   | Jonathan Barragan  | KTM      | 20       | 15       | 35   |
| 4        | 11  | Steve Ramon        | Suzuki   | 10       | 20       | 30   |
| 5        | 12  | Maximilian Nagl    | KTM      | 16       | 13       | 29   |
| 6        | 15  | Julien Bill        | Honda    | 11       | 14       | 25   |
| 7        | 9   | Ken de Dycker      | Suzuki   | 15       | 10       | 25   |
| 8        | 141 | Steve Boniface     | Yamaha   | 6        | 16       | 22   |
| 9        | 8   | Tanel Leok         | Kawasaki | 18       | 4        | 22   |
| 10       | 32  | Manuel Priem       | Kawasaki | 12       | 9        | 21   |
| 11       | 3   | Mike Brown         | Honda    | 9        | 11       | 20   |
| 12       | 25  | Clément Desalle    | Suzuki   | 14       | 6        | 20   |
| 13       | 14  | Marc de Reuver     | Honda    | 0        | 18       | 18   |
| 14       | 16  | James Noble        | KTM      | 5        | 12       | 17   |
| 15       | 108 | Németh Kornél      | KTM      | 13       | 2        | 15   |
| 16       | 33  | Cyrille Coulon     | Yamaha   | 2        | 8        | 10   |
| 17       | 24  | Tom Church         | Kawasaki | 4        | 5        | 9    |
| 18       | 19  | David Philippaerts | Yamaha   | 8        | 0        | 8    |
| 19       | 60  | Brad Anderson      | Suzuki   | 0        | 7        | 7    |
| 20       | 65  | Julien Vanni       | KTM      | 7        | 0        | 7    |
| 21       | 121 | Alessio Chiodi     | TM       | 1        | 3        | 4    |
| 22       | 28  | Scott Columb       | Suzuki   | 3        | 1        | 4    |

### MX2
| Helyezés | #   | Versenyző           | Motor    | 1. futam | 2. futam | Össz |
| -------- | --- | ------------------- | -------- | -------- | -------- | ---- |
| 1        | 2   | Tommy Searle        | KTM      | 25       | 25       | 50   |
| 2        | 4   | Tyla Rattray        | KTM      | 15       | 22       | 37   |
| 3        | 22  | Anthony Boissiere   | KTM      | 20       | 15       | 35   |
| 4        | 121 | Xavier Boog         | Suzuki   | 18       | 14       | 32   |
| 5        | 81  | Jeremy Tarroux      | KTM      | 22       | 8        | 30   |
| 6        | 20  | Gregory Aranda      | Kawasaki | 14       | 13       | 27   |
| 7        | 131 | Nicolas Aubin       | Yamaha   | 16       | 11       | 27   |
| 8        | 25  | Marvin Musquin      | Honda    | 13       | 12       | 25   |
| 9        | 24  | Shaun Simpson       | KTM      | 4        | 18       | 22   |
| 10       | 222 | Antonio Cairoli     | Yamaha   | 0        | 20       | 20   |
| 11       | 202 | Loic Larrieu        | Kawasaki | 9        | 9        | 18   |
| 12       | 183 | Steven Frossard     | Kawasaki | 0        | 16       | 16   |
| 13       | 10  | Rui Goncalves       | KTM      | 5        | 10       | 15   |
| 14       | 13  | Manuel Monni        | Yamaha   | 12       | 2        | 14   |
| 15       | 110 | Luigi Seguy         | Kawasaki | 6        | 7        | 13   |
| 16       | 89  | Jeremy van Horebeek | KTM      | 11       | 0        | 11   |
| 17       | 46  | Jason Dougan        | Suzuki   | 10       | 0        | 10   |
| 18       | 56  | Evgeniy Bobryshev   | Yamaha   | 3        | 5        | 8    |
| 19       | 519 | Loic Rombaut        | Kawasaki | 8        | 0        | 8    |
| 20       | 7   | Stephen Sword       | Kawasaki | 7        | 0        | 7    |
| 21       | 69  | Wyatt Avis          | Honda    | 0        | 6        | 6    |
| 22       | 34  | Joel Roelants       | KTM      | 2        | 3        | 5    |
| 23       | 501 | Alessandro Lupino   | Yamaha   | 0        | 4        | 4    |
| 24       | 12  | Deny Philippaerts   | Yamaha   | 1        | 1        | 2    |

- A pontozásról bővebben a motokrossz-pontozási rendszer cikkben lehet tájékozódni.